# Batalha de Ceja del Negro
A Batalha de Ceja del Negro foi uma batalha da Guerra da Independência de Cuba que ocorreu em 4 de outubro de 1896. Durante a batalha, participaram as forças das três armas: infantaria, cavalaria e artilharia. As tropas cubanas foram comandadas pelos majores-generais Antonio Maceo e Juan Rius Rivera, enquanto as 800 tropas espanholas foram lideradas pelo General Francisco Bernal, suplementadas por 200 voluntários cubanos. A batalha foi uma das mais sangrentas da guerra.

## A batalha
As tropas cubanas estavam atrasadas devido ao grande número de civis que transportavam consigo. Os combates começaram por volta das oito da manhã e duram até cerca das cinco da tarde, altura em que as tropas de Maceo se dedicam a assediar os últimos redutos espanhóis, sendo o reduto mais notável o conhecido como El Guao, num dos contrafortes da colina conhecida como Ceja del Negro. 
A batalha ocorreu como era costumeiro, com as tropas cubanas entrincheiradas e lutando em posições defensivas, mirando fogo de fuzilaria nas tropas espanholas amontoadas avançando em colunas. Os espanhóis eventualmente tomaram as trincheiras mas apenas depois dos cubanos terem recuado. O combate não evolui para o corpo-a-corpo, com machetes, sabres e baionetas, mas as balas explosivas dos cubanos causaram danos consideráveis.
Novamente os espanhóis foram derrotados pela lógica da guerra de guerrilha. Eles sofreram baixas tomando um terreno que não podiam manter, recuando imediatamente depois e permitindo o avanço de Maceo para o leste.

## Consequências
A vitória do General Maceo em Ceja del Negro fez com que o Capitão-General da ilha, Valeriano Weyler, acelerasse os seus planos de reconcentração contra a população civil cubana, a fim de derrotar as tropas pró-independência, privando-as do apoio vital dos camponeses. 